# Lycurgusbeker
De Lycurgus-beker is een dichroïsche beker uit de vierde eeuw gemaakt van Romeins glas. De kleur van de beker verandert naargelang de lichtinval: van olijfgroen tot donkerrood. Opmerkelijk is dat de beker nanotechnologie bevat. Het is tot nu toe het enige complete Romeinse object dat van dit type glas gevonden is en de meeste kleurverandering vertoont.
De beker toont de dood van koning Lycurgus van Thracië, gevangen in een cluster van wijnstokken, omdat hij zich verzette tegen de wijngod Dionysos.

## Voorstelling
Koning Lycurgus van Thracië zit naakt vastgebonden aan een wijnrank en draagt enkel laarzen. Links van hem zit Ambrozijn gehurkt. Achter haar staat één van Dionysos' satyrs op één been die zich voorbereidt om een grote steen te gooien naar de koning. Hij draagt ook een soort staf. Rechts van de koning is Pan. Een panter van Dionysos wil de koning happen. Dionysos reikt zijn rechterarm uit in een boos gebaar. Hij draagt een thyrsus en draagt kledij die een Indiaase afkomst doet vermoeden. Een kuitbeen van Dionysos is verloren gegaan. Een slinger die achter hem aan zijn thyrsus hangt, overlapt de opgeheven voet van de satyr met de rots, waardoor de cirkel van de beker compleet is.
Er is gesuggereerd dat de voorstelling een verwijzing is naar de nederlaag in 324 door keizer Constantijn de Grote van zijn medekeizer Licinius, die in 325 werd gedood na een periode onder strenge bewaking. Een andere assumptie is dat het gewoonweg een oproep is tot de wijngod voor het rijpen van de druiven.

## Nanotechnologie
Pas in 1990 ontdekte men dat nanotechnologie de reden is waarom het glas van kleur verandert: het glas bevat zilver- en goudpartikels tot een dikte van 50 nanometer, minder dan een duizendste van een zoutkorrel.

## Gebruik
De beker was waarschijnlijk ontworpen om uit te drinken tijdens feesten, of specifieker Bacchische cultusvieringen. Deze werd dan doorgegeven zoals vaak werd gedaan in middeleeuwse culturen. Een brief die keizer Hadrianus aan zijn zwager Servianus schreef, vermeldt de gift van twee dichroïsche bekers: "Ik heb je veelkleurige bekers gestuurd die van kleur veranderen, aan mij gegeven door de priester van een tempel. Ze zijn speciaal gewijd aan jou en mijn zus. Ik zou willen dat je ze gebruikt bij banketten op feestdagen." Als alternatief werden zulke bekers mogelijk gebruikt als olielampen waarbij het effect tot zijn recht komt. Er zijn ook assumpties dat de beker gebruikt werd om te zien of de drank giftig was.

## Eigenaars
De beker werd mogelijk ontworpen in Alexandrië of Rome en dat in de periode 290-325 na Christus. De staat van de beker doet vermoeden dat deze altijd bovengronds werd bewaard. Waar het voorwerp in de loop van de geschiedenis heeft gestaan, is niet geweten: een kerk, op een grafsteen, ... De huidige voet werd rond 1800 toegevoegd waardoor de beker mogelijk werd gestolen of in veiligheid werd gebracht uit een kerk tijdens de Franse Revolutie.
De beker komt ter sprake in een artikel van een Franse schrijver die het enkele jaren tevoren had gezien bij "meneer Dubois" en dat het naar Lionel de Rotschild ging. Het is bevestigd door Gustav Friedrich Waagen dat de beker in 1857 in bezit was van Lionel. De beker was in 1862 te bezichtigen in wat nu het Victoria and Albert Museum is. Daarna geraakte hij ietwat in de vergetelheid totdat lord Victor Rothschild hem in 1958 verkocht aan het British Museum.